# بیگانه (فیلم ۲۰۱۹)
بیگانه (به انگلیسی: The Outsider) یک فیلم وسترن آمریکایی محصول سال ۲۰۱۹ به کارگردانی تیموتی وودوارد جونیور با بازی تریس ادکینز، جان فو، شان پاتریک فلانری و دنی ترخو است.

## داستان
شرایط برای یک کارگر راه‌آهن چینی به نام جینگ فنگ که برای زندگی بهتر به غرب وحشی آمده‌است طوری پیش می‌رود که می‌بایست بین عدالت و خانواده یکی را انتخاب کند و…